# Факундо Кірога
Хуа́н Факу́ндо Кіро́га (ісп. Juan Facundo Quiroga, 27 листопада 1788, Сан-Антоніо, Ла-Ріоха, Аргентина — 16 лютого 1835, Барранка-Яко, Кордова, Аргентина) — аргентинський каудильйо, який боровся на боці федералістів під час громадянської війни.